# Malakal
Malakal er en by i Sydsudan, med et indbyggertal (pr. 2010) på cirka 139.450. 
Byen er hovedstad i delstaten Upper Nile i regionen Greater Upper Nile, og byen ligger ved bredden af Den Hvide Nil.

## Geografi
Byen Malakal ligger tæt ved grænsen til  Sudan og Ethiopien Byen ligger tæt ved stedet hvor Den Hvide Nil løber sammen med floden Sobat.
Stedet er  cirka 650 km ad vej, direkte nord for Juba, hovedstaden og den største by i Sydsudan..